# Richard Lyttelton
Richard Lyttelton (1718 - 1er octobre 1770) est un soldat et homme politique britannique ayant servi dans l'armée britannique.

## Biographie

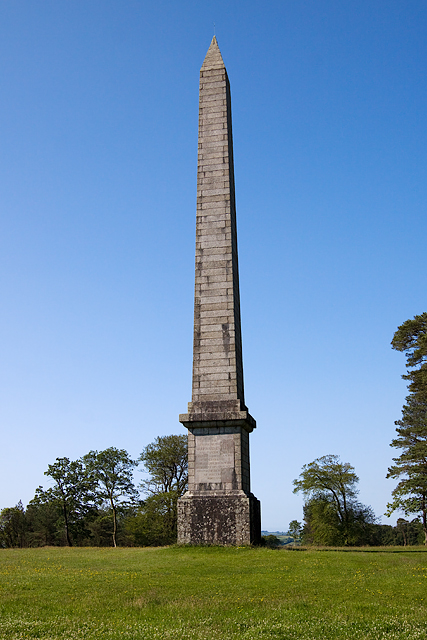
Obélisque érigé à la mémoire de Sir Richard à Boconnoc en 1771 par son neveu Thomas Pitt (1er baron Camelford).

Il est le quatrième fils de Thomas Lyttelton (4e baronnet). Il est gouverneur de Minorque de 1763 à 1766, après son rétablissement sous l'autorité britannique à la suite de la prise de Minorque aux Français en 1756 - avant de revenir en Grande-Bretagne où il meurt en 1770. Il est également gouverneur de Guernesey.
Il est le frère cadet de George Lyttelton, député et ami de William Pitt l'Ancien, et l’oncle de Thomas Lyttelton (2e baron Lyttelton) et Thomas Pitt (1er baron Camelford), député.
Il épouse Rachel, la duchesse de Bridgewater (veuve de Scroop Egerton, 1er duc de Bridgewater) le 14 décembre 1745. Il est un employeur de John Burrows, un médecin qui exerce les fonctions de secrétaire à Minorque, puis effectue des recherches novatrices sur les maladies vénériennes.
Son neveu Thomas Pitt (1er baron Camelford), fille de sa sœur Christian, érige un obélisque à sa mémoire en 1771 au siège de la famille à Boconnoc.